# Yvonne Rudelatt
Yvonne Claire Rudelatt (ur. 1897, zm. 1945) – agentka wywiadu brytyjskiego, z pochodzenia Francuzka. Została zrekrutowana i przeszkolona przez SOE. Była pierwszą z wielu agentek wysłanych pod przykrywką do okupowanej Francji. 17 lipca 1942 roku Yvonne Rudelatt, która na potrzeby operacji przyjęła tożsamość Jacqueline Gauthier, wyruszyła z Wielkiej Brytanii, by przez Gibraltar przeniknąć na terytorium Francji. Ostatecznie udało jej się bez przeszkód dostać do Tours.

## Działalność w okupowanej Francji
Zadaniem Yvonne Rudelatt było – wraz z działającymi już na miejscu Raymondem Flowersem (ps. "Gaspard") i Marcelem Clechem (ps. "Bastien") – utworzenie siatkę agentów o nazwie MONKEYPUZZLE, będącej wyspecjalizowanym oddziałem większej siatki PROSER. Celem MONKEYPUZZLE było tworzenie tak zwanych komitetów powitalnych dla kolejnych agentów przenikających do okupowanej Francji. MONKEYPUZZLE była jedną z najsprawniejszych grup oporu w północnej Francji. 

## Śmierć
Yvonne Rudelatt została schwytana przez Niemców 21 czerwca 1943 roku po pościgu samochodowym, w trakcie którego została ranna w głowę (postrzał). W wyniku obrażeń straciła pamięć, w związku z czym nie wydała członków swojej siatki. Zmarła 23 kwietnia 1945 roku w obozie koncentracyjnym Bergen-Belsen.